# Distrikt San Antonio (Huarochirí)
Der Distrikt San Antonio liegt in der Provinz Huarochirí in der Region Lima im zentralen Westen von Peru. Der Distrikt wurde am 5. Januar 1945 gegründet. Er hat eine Fläche von 570 km². Beim Zensus 2017 wurden 1021 Einwohner gezählt. Im Jahr 1993 lag die Einwohnerzahl bei 2762, im Jahr 2007 bei 4516. Sitz der Distriktverwaltung ist die 3438 m hoch gelegene Ortschaft Chaclla mit 215 Einwohnern (Stand 2017). Chaclla befindet sich knapp 31 km westnordwestlich der Provinzhauptstadt Matucana.

## Geographische Lage
Der Distrikt San Antonio befindet sich im äußersten Nordwesten der Provinz Huarochirí. Er liegt am Westrand der peruanischen Westkordillere. Er umfasst das Flusstal des Río Huaycoloro und reicht im Norden bis an das Westufer des Río Santa Eulalia.
Der Distrikt San Antonio grenzt im Südwesten an den Distrikt San Juan de Lurigancho (Provinz Lima), im Nordwesten an die Distrikte Carabayllo (ebenfalls in der Provinz Lima) und Santa Rosa de Quives (Provinz Canta), im Norden an den Distrikt Arahuay (ebenfalls Provinz Canta), im Osten an die Distrikte Huachupampa, San Pedro de Casta und Santa Eulalia sowie im Süden an den Distrikt Lurigancho (Provinz Lima).